# Martin Schuck
Martin Schuck (* 1961) ist ein deutscher evangelischer Pfarrer und Autor.

## Leben
Schuck studierte Evangelische Theologie in Mainz. Nach bestandenem Ersten Examen wurde er 1989 in das Vikariat der Evangelischen Kirche der Pfalz übernommen und 1991 zum Pfarrer ordiniert. Ab 1998 war er als wissenschaftlicher Referent am Konfessionskundlichen Institut in Bensheim tätig. Seit 2009 ist er Verlagsleiter der Verlagshaus Speyer GmbH. Schuck wurde 1998 an der Evangelisch-theologischen Fakultät der Universität Tübingen zum Dr. theol. promoviert.
Schuck ist als Publizist tätig und veröffentlicht zu den Themen Kirche und Gesellschaft, Theologie, Philosophie und Geschichte. Insbesondere forscht er auf dem Gebiet des Protestantismus und seiner Wirkungen auf die Gesellschaft.
1989, im letzten Jahr ihres Bestehens, hat er als Redakteur der kirchenkritischen Zeitschrift „Die Stimme der Gemeinde“ gewirkt. Seit 1996 ist Schuck Schriftleiter des Pfälzischen Pfarrerblattes und seit 1999 Mitglied im Redaktionsbeirat des Deutschen Pfarrerblattes. Er ist Redakteur der Zeitschrift Evangelische Orientierung und Lehrbeauftragter für Systematische Theologie an der Universität Koblenz-Landau.

## Veröffentlichungen
- Documenta Band 2, 1935–1937: Die Pfälzische Landeskirche innerhalb der Deutschen Evangelischen Kirche in den Jahren 1930–1944 / Richard Bergmann / Neu herausgegeben / Speyer : Evangelischer Presseverlag , 2006
- Documenta Band 3, 1938–1944 : Die Pfälzische Landeskirche innerhalb der Deutschen Evangelischen Kirche in den Jahren 1930–1944 / Richard Bergmann / Neu herausgegeben / Speyer : Evangelischer Presseverlag , 2008
- Angenommenes Leben: Beiträge zu Ethik, Philosophie und Ökumene / Walter Schöpsdau ; herausgegeben von Martin Schuck / Göttingen : Vandenhoeck & Ruprecht, cop. 2005
- Armand Beck / Martin Schuck: Begegnung mit Ragaz, oder: Exkurs mit einem (nahezu) Unbekannten, in: Leonhard Ragaz. Religiöser Sozialist, Pazifist, Theologe und Pädagoge, hg. Vom Leonhard-Ragaz-Institut e.V., Darmstadt 1986, S. 160
- Die Kirche des Wortes. Schriftauslegung im Protestantismus, in: Pfälzisches Pfarrerblatt, zitiert nach abgerufen am 24. März 2012
- Die Plurale Gesellschaft und der Geist der Kirche
- Die Rolle der Kirchen in der Gesellschaft der Zukunft: eine Anregung aus der Soziologie
- Das historische Bewusstsein des Protestantismus, in: evangelische aspekte 1/2005, S. 22–25.